# Prioniturus
Prioniturus Wagler, 1832 è un genere di uccelli della famiglia degli Psittaculidi.

## Tassonomia
Comprende le seguenti specie:
- Prioniturus montanus Ogilvie-Grant, 1895 - pappagallo coda a racchetta di Luzon
- Prioniturus waterstradti Rothschild, 1904 - pappagallo coda a racchetta di Mindanao
- Prioniturus platenae W.Blasius, 1888 - pappagallo coda a racchetta testablu
- Prioniturus luconensis Steere, 1890 - pappagallo coda a racchetta verde
- Prioniturus discurus (Vieillot, 1822) - pappagallo coda a racchetta capoblu
- Prioniturus mindorensis Steere, 1890 - pappagallo coda a racchetta di Mindoro
- Prioniturus verticalis Sharpe, 1893 - pappagallo coda a racchetta aliblu
- Prioniturus flavicans Cassin, 1853 - pappagallo coda a racchetta pettogiallo
- Prioniturus platurus (Vieillot, 1818) - pappagallo coda a racchetta mantodorato
- Prioniturus mada Hartert, 1900 - pappagallo coda a racchetta di Buru